# 올렉산드르 히주냐크
올렉산드르 올렉산드로비치 히주냐크(우크라이나어: Олекса́ндр Олекса́ндрович Хижня́к, 1995년 8월 3일~)는 우크라이나의 권투 선수로 2020년 하계 올림픽 미들급에서 은메달을 획득했으며 2024년 하계 올림픽 미들급에서 금메달을 획득했다. 또한 세계 선수권 대회에서 1회 우승, 유러피언 게임 2회 우승, 유럽 선수권 대회 우승 1회를 달성했다.